# 布倫登伍德 (印地安納州)
布倫登伍德（英語：Brendan Wood）是位於美國印地安納州布恩縣的一個非建制地區。該地的面積和人口皆未知。

## 地理
布倫登伍德的座標為40°04′02″N 86°28′08″W / 40.06722°N 86.46889°W，而該地的平均海拔高度為287米（即942英尺）。